# Saumur
Saumur je město na Loiře na západě Francie v departementu Maine-et-Loire, v regionu Pays de la Loire. Od Paříže je vzdáleno 254 kilometrů.

## Geografie
Sousední obce: Saint-Martin-de-la-Place, Villebernier, Vivy a Distré.
Územím obce protékají řeky Loira, Le Thouet a Authion.

## Vývoj počtu obyvatel
Počet obyvatel

## Osobnosti města
- Coco Chanel (1883– 1971), módní návrhářka
- Fanny Ardant (* 1949), herečka
- Dominique Pinon (* 1955), herec
- Venceslas Kruta (* 1939), archeolog

## Památky
- Château de Saumur

## Partnerská města
- Asheville, Severní Karolína, USA
- Havelberg, Německo
- Ruşeţu, Rumunsko
- Verden, Německo
- Warwick, Anglie, Spojené království